# Rubus brdensis
Rubus brdensis är en rosväxtart som beskrevs av J. Holub. Rubus brdensis ingår i släktet rubusar, och familjen rosväxter. Inga underarter finns listade i Catalogue of Life.